# Murasaki Shikibu
Murasaki Shikibu (Kana: むらさきしきぶ; Kanji: 紫式部, Hán Việt: Tử Thức Bộ; 978—1019?) là biệt hiệu của một nữ văn sĩ cung đình thời Heian Nhật Bản, tác giả của cuốn tiểu thuyết theo nghĩa hiện đại đầu tiên của nhân loại, kiệt tác Truyện kể Genji, được viết bằng tiếng Nhật vào khoảng năm 1000 đến 1012.
Cái tên Murasaki Shikibu chỉ là biệt hiệu của bà, không ai biết rõ tên thật của bà là gì và bà sinh ra ở đâu, chỉ biết bà thuộc dòng dõi dòng họ Fujiwara và mất tại Tokyo, tuy một địa điểm tham quan phía Bắc Kyoto hiện nay được coi như mộ của bà.

## Biệt hiệu
Mặc dù các học giả đã dày công nghiên cứu nhưng không ai biết tên thực của Murasaki Shikibu và điều đó cũng phổ biến đối với nhiều nữ sĩ cung đình Nhật Bản. Ở nước Nhật thời Heian, điều coi là không đứng đắn khi nêu tên tuổi các phu nhân thuộc gia đình quyền quý, chỉ có ngoại lệ lạ lùng là tên cung phi của Thiên Hoàng và các Hoàng nữ thuộc hoàng gia thì được cho phép.
Biệt hiệu Shikibu (式部) chỉ chức vụ của cha bà, và Murasaki (紫) có thể xuất phát từ tên của một trong những nhân vật chính trong cuốn Truyện kể Genji, nàng Murasaki đẹp lộng lẫy và giống mối tình đầu của Genji như đúc, nên rất được hoàng tử Genji sủng ái; hoặc chỉ đơn giản có nghĩa là màu "tía" (thuộc dòng vương giả); hay loại hoa màu tím mang tên hoa murasaki (hoa đậu tía, còn được gọi bằng tên hoa Fuji cũng là nửa đầu trong tên dòng họ của bà, Fujiwara).

## Tiểu sử

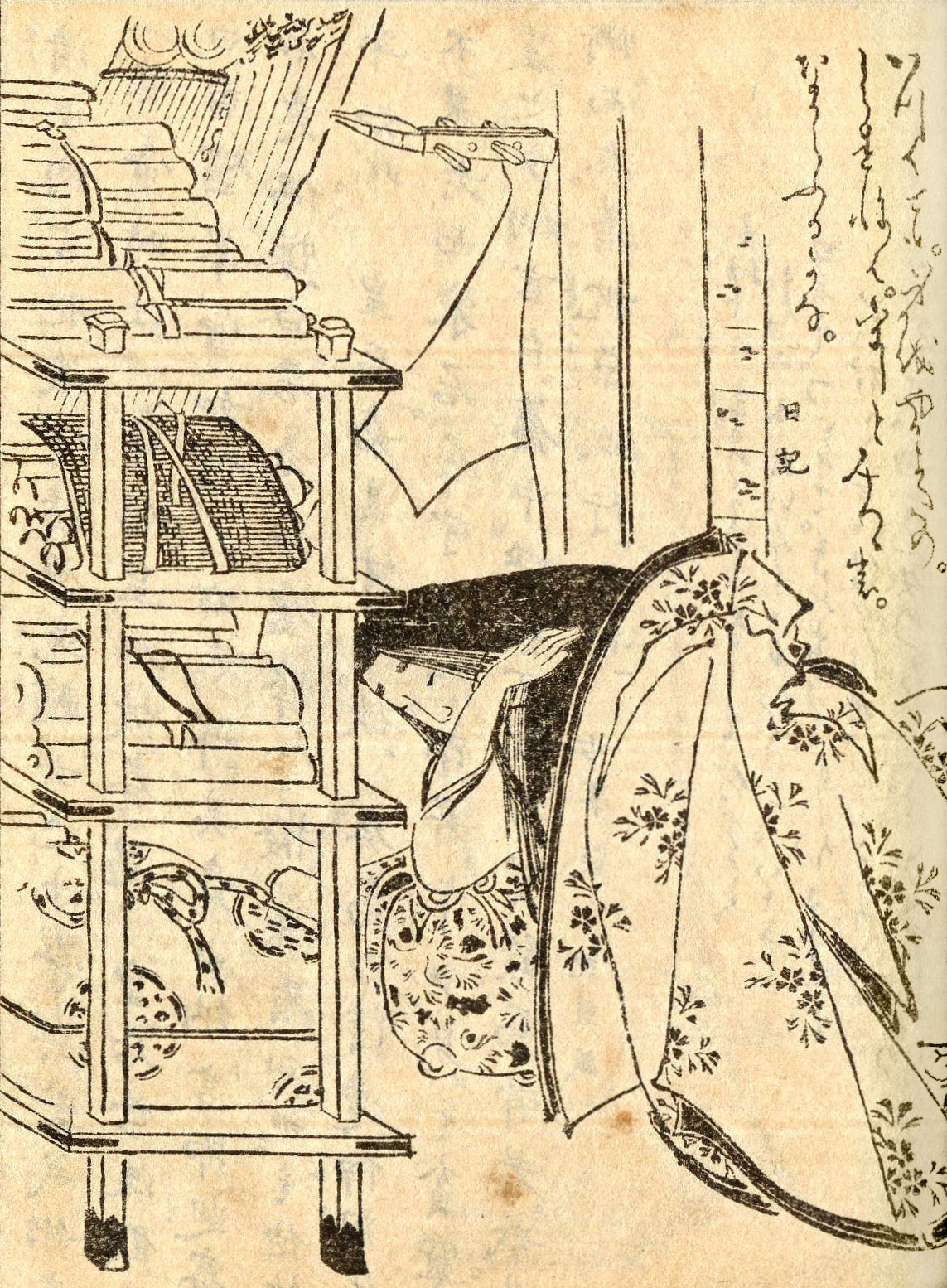
Chân dung mô phỏng Murasaki Shikibu.

Murasaki Shikibu thuộc cành thứ của dòng họ lớn đang trị vì đất nước là họ Fujiwara. Thành viên của gia tộc này làm chức nhiếp chính thay cho các Thiên hoàng trong suốt phần lớn thời Heian, cùng tổ phụ về phía họ nội 6 thế hệ trước đó với Fujiwara Michinaga, quan đại chưởng ấn điều khiển việc nước trong buổi đầu thế kỷ 11. Tuy nhiên khi Murasaki Shikibu mới ra đời chi họ của bà bị tụt xuống hạng thứ trong giới quý tộc cung đình. Cha bà, ông Fujiwara no Tametoki (藤原為時) chỉ là một nhà thơ, người có địa vị khiêm nhường ở thủ đô và đã 2 lần làm tỉnh trưởng tỉnh Echizen.
Không ai biết gì nhiều về thời thơ ấu của Murasaki Shikibu ngoài những điều bà tự nói với chúng ta. Trong lời mào đầu nổi tiếng của cuốn Nhật ký Murasaki Shikibu (Murasaki Shikibu nikki) mô tả các biến cố triều đình từ cuối 1008 đến đầu 1010 cho chúng ta biết cha bà, thấy con gái có khả năng trong việc học hành, đã than phiền bà không sinh ra là con trai. Cha bà trở thành tỉnh trưởng Echizen ở duyên hải Biển Nhật Bản, phía bắc Tokyo, vào năm 990 và bà đã đi theo cha đến nơi nhậm chức cho đến khi lấy chồng thì trở về.
Murasaki vào triều hầu hạ thứ phi Akiko, con gái của Michinaga, trong cung điện Fujitsubo thời Thiên hoàng Ichijō (986-1011) trong khoảng giữa thập niên đầu của thế kỷ 11. Cuốn Nhật ký Murasaki Shikibu của Murasaki có nhắc đến sự ra đời của hai người con trai hoàng hậu và cả hai hoàng tử sau đó đều trở thành vua. Trong nhật ký của mình Murasaki cho biết bà vào triều ngày 29 tháng 12 âm lịch nhưng không cho biết năm, có thể là năm âm lịch 1005 và/hoặc 1006. Hoàng hậu Akiko góa chồng năm 1011, khi Thiên hoàng Ichijo băng hà, và Murasaki Shikibu còn ở lại trong cung phục vụ hai năm tiếp theo. Chịu sự giáo dục chu đáo, tỉ mỉ của một phụ nữ trẻ cùng tầng lớp trong cung, và mặc dầu có một trí tuệ khác thường, Murasaki Shikibu đã phải tiếp thu một cách chậm chạp nhưng chắc chắn tất cả những kiến thức văn hóa rộng lớn đương thời mà người thiếu phụ này truyền cho, từ lịch sử Trung Hoa, thơ ca trữ tình Trung Hoa và Nhật Bản cho đến các trước tác triết học Khổng giáo và Phật giáo.
Về truyện hư cấu bằng văn xuôi, bà cũng chỉ biết không nhiều hơn là những trước tác buổi đầu của chính người Nhật Bản vào thế kỷ 10 và ngay cả văn xuôi trong văn học Trung Hoa đương thời, vốn không phải là loại hình được người Trung Hoa ca ngợi hay thành thạo vào thời đó. Murasaki Shikibu lấy chồng khoảng năm 998 hoặc năm 999, chồng là một người bà con xa với bà. Có lý do để tin rằng, so với thời bấy giờ bà lấy chồng khá muộn, có lẽ vào tuổi 20. Bà sinh được một con gái vào năm 999 và góa bụa vào năm 1001.
Chịu nhiều đau khổ sâu sắc trong đời tư nên Murasaki Shikibu đã sớm rút lui khỏi thế giới trần tục và dồn sinh lực của đời mình vào việc học tập cũng như sáng tạo nghệ thuật. Bà đã đạt được những thành tích xuất sắc trong âm nhạc, thơ, hội họa, và đặc biệt là cuốn tiểu thuyết nổi tiếng Truyện kể Genji 54 chương, viết xong vào khoảng năm 1004, một kiệt tác đứng vào hàng lớn nhất của văn xuôi cổ điển Nhật Bản cũng như văn xuôi nhân loại.

## Văn nghiệp

### Sáng tácTruyện kể Genji
Vào thế kỷ 10 các tác giả viết tiểu thuyết cố gắng xây dựng nhân vật một cách thô sơ bằng cách viết các truyện hư cấu. Tuy nhiên, khi những cây bút viết về những đề tài như các chuyện dan díu ngấm ngầm ở chốn cung đình, thì sự xây dựng tính cách quá nhạt nhẽo khó có thể gọi là các cá tính nhân vật. Các nhật ký thế kỷ thứ 10 có thể là yếu tố tạo cảm hứng cho Murasaki Shikibu khi ít nhiều bộc lộ được tâm trạng và bản tính người chấp bút trên trang viết, nhưng muốn cho một điều tưởng tượng biến thành hiện thực hơn một điều thực thì phải có một bước nhảy lớn lao của trí tưởng tượng và Murasaki đã làm được điều đó.
Murasaki Shikibu viết Truyện kể Genji trong thời gian lui về sống trong đền Ishiyama bên hồ Biwa, với cảm hứng của những đêm trăng huyền ảo lung linh dưới đáy hồ. Vẻ đẹp đầy tính chất huyền thoại và đậm màu sắc hội họa đó đã in dấu trong nhiều phần của tác phẩm.

### Tác phẩm khác
Ngoài Truyện kể Genji, Murasaki Shikibu còn để lại một tập nhật ký về đời riêng, cuốn Murasaki Shikibu nikki (1008-1010) tổng hợp trong đó nhiều thể loại văn học cổ điển được người viết sử dụng đan xen. Tập nhật ký đã vẽ ra nhiều tính cách sắc nét của những người cùng thời, có nét đặc sắc của một cây bút hội họa trong việc khắc họa tâm lý cũng như miêu tả ngoại hình. Nhiều đoạn trong nhật ký, như việc mô tả cuộc khai hoa mãn nguyệt của hoàng hậu khi sinh hoàng nam, miêu tả các cung nữ với những nét phát họa vẻ mặt, hành động và trang phục không bằng những cách ngôn và sự cường điệu, cho thấy những nhận thức sâu sắc và tinh tế của bà về con người. Về thơ, bà còn để lại nhiều bài thơ theo thể Renga (liên ca) được tuyển chọn trong một hợp tuyển thơ văn cổ, hàng trăm bài thơ đối đáp, ngâm vịnh trong cuốn Truyện kể Genji, và hiện nay Nhật Bản còn lưu giữ được tập thơ của bà trong kỷ yếu Hội thảo về thơ Murasaki Shikibu.

## Câu nói đáng chú ý
Trong những bức thư của mình Murasaki Shikibu đề cập đến sự đố kỵ của một phụ nữ khác trong cung đối với học vấn của bà, đặc biệt là các thị nữ khi thấy bà đọc tác phẩm bằng chữ Hán đã bình phẩm rằng "ngày xưa chỉ có đàn ông có công có việc mới đọc những quyển sách như thế": Mọi thứ trên thế gian này thật phiền toái. Mặc kẻ khác nói gì ta sẽ quỳ trước Phật A-di-đà và cầu nguyện. Khi tâm trí ta thoát khỏi mọi phiền toái của thế gian này, ta sẽ không gắng gỏi để trở thành một vị thánh... Nhiều điều xảy ra với ta trong cuộc đời này khiến ta nghĩ rằng mình đã phạm phải những lỗi lầm ở kiếp trước và mọi việc khiến ta sầu khổ. Quan niệm về việc phạm tội lỗi ở kiếp trước thì sẽ gánh hậu quả ở kiếp này và việc chỉ có hy vọng vào cuộc đời sau này trên Thiên đường nếu gắn với A-di-đà rõ ràng bắt nguồn từ giáo lý Tịnh độ tông, tạo âm hưởng nghiệp quả (karma) chi phối số phận của nhân vật trong Truyện kể Genji.